# Слободан Урошевић
Слободан Урошевић (Београд, 15. април 1994) је српски фудбалер. Игра на позицији левог бека.

## Клупска каријера
Урошевић је рођен у Београду, а одрастао је у Батајници. Почео је да тренира у Бежанији, где је углавном играо у шпицу. Играо је у млађим категоријама Рада, а пре дебија за први тим „Грађевинара” једну полусезону је провео играјући на позајмици за БАСК у српсколигашком такмичењу. Првом тиму Рада је прикључен у јануару 2013. код тренера Марка Николића. Дебитовао је за Рад 2. маја 2013, на првенственој утакмици коју је његов клуб изгубио 1:0 од Војводине у Новом Саду. Одиграо је до краја те сезоне још један првенствени сусрет, а у наредној 2013/14. сезоне је наступио на 17 првенствених мечева.
Лета 2014, Урошевић прелази у Напредак из Крушевца. Био је стандардан првотимац Напретка током сезоне 2014/15, након чега је у јулу 2015. отишао на једногодишњу позајмицу у новог белгијског прволигаша Левен. Урошевић је током сезоне 2015/16. наступио на само две првенствене утакмице за Левен. У лето 2016. се вратио у Напредак, а у октобру исте године је продужио уговор са клубом из Крушевца. У сезони 2016/17. је наступио на 34 првенствена меча за Напредак, а током првог дела сезоне 2017/18. је забележио још 14 наступа у овом такмичењу.
У јануару 2018. је потписао четворогодишњи уговор са Партизаном. Од 2022. године понео је капитенску траку, а на затварању такмичарске 2022/23. сезоне одиграо је 200. званичну утакмицу за клуб. Са Партизаном је освојио два Купа Србије (2018. и 2019).
У јуну 2023. потписао је двогодишњи уговор са Арисом из Лимасола.

## Репрезентација
Урошевић је са репрезентацијом Србије до 19 година постао првак Европе 2013. године на Европском првенству до 19 година у Литванији.
Крајем септембра 2016, селектор сениорске репрезентације Србије, Славољуб Муслин, је упутио позив Урошевићу за пријатељску утакмицу селекције играча из домаћег такмичења против екипе Катара, 29. септембра 2016. Урошевић је за репрезентацију дебитовао ушавши у игру уместо Немање Милетића на почетку другог полувремена. Почетком 2019. године, Урошевић је добио позив Младена Крстајића за пријатељске утакмице против селекција Сент Китса и Невиса, односно Барбадоса, на Карибима. Сусрети су средином јануара отказани, услед немогућности домаћина да затвори финансијску конструкцију тих догађаја. Урошевић је у јануару 2021. добио позив вршиоца дужности селектора, Илије Столице за учешће на турнеји репрезентације Србије, састављене претежно од фудбалера из домаће Суперлиге. Истог месеца је наступио на пријатељском сусрету са Доминиканском Републиком у Санто Домингу када је екипу предводио као капитен. Наступио је и неколико дана касније, против Панаме.

## Статистика

### Клупска
Ажурирано 28. маја 2023.
|                   |          |                     |     |    |    |   |    |   |   |   |     |    |  |  |
| БАСК (позајмица)  | 2012/13. | Српска лига Београд | 13  | 0  | —  | — | —  | — | — | — | 13  | 0  |  |  |
|                   |          |                     |     |    |    |   |    |   |   |   |     |    |  |  |
| Рад               | 2012/13. | Суперлига Србије    | 2   | 0  | —  | — | —  | — | — | — | 2   | 0  |  |  |
| Рад               | 2013/14. | Суперлига Србије    | 17  | 0  | 0  | 0 | —  | — | 2 | 0 | 19  | 0  |  |  |
| Рад               | Укупно   | Укупно              | 19  | 0  | 0  | 0 | —  | — | 2 | 0 | 21  | 0  |  |  |
|                   |          |                     |     |    |    |   |    |   |   |   |     |    |  |  |
| Напредак Крушевац | 2014/15. | Суперлига Србије    | 26  | 1  | 1  | 0 | —  | — | 0 | 0 | 27  | 1  |  |  |
|                   |          |                     |     |    |    |   |    |   |   |   |     |    |  |  |
| Левен (позајмица) | 2015/16. | Прва лига Белгије   | 2   | 0  | 0  | 0 | —  | — | — | — | 2   | 0  |  |  |
|                   |          |                     |     |    |    |   |    |   |   |   |     |    |  |  |
| Напредак Крушевац | 2016/17. | Суперлига Србије    | 34  | 4  | 1  | 0 | —  | — | — | — | 35  | 4  |  |  |
| Напредак Крушевац | 2017/18. | Суперлига Србије    | 14  | 2  | 1  | 0 | —  | — | — | — | 15  | 2  |  |  |
| Напредак Крушевац | Укупно   | Укупно              | 74  | 7  | 3  | 0 | —  | — | 0 | 0 | 77  | 7  |  |  |
|                   |          |                     |     |    |    |   |    |   |   |   |     |    |  |  |
| Партизан          | 2017/18. | Суперлига Србије    | 4   | 0  | 2  | 0 | 2  | 0 | — | — | 8   | 0  |  |  |
| Партизан          | 2018/19. | Суперлига Србије    | 23  | 0  | 5  | 0 | 0  | 0 | — | — | 28  | 0  |  |  |
| Партизан          | 2019/20. | Суперлига Србије    | 22  | 1  | 4  | 0 | 12 | 0 | — | — | 38  | 1  |  |  |
| Партизан          | 2020/21. | Суперлига Србије    | 25  | 2  | 4  | 0 | 3  | 0 | — | — | 32  | 2  |  |  |
| Партизан          | 2021/22. | Суперлига Србије    | 30  | 5  | 4  | 1 | 13 | 1 | — | — | 47  | 7  |  |  |
| Партизан          | 2022/23. | Суперлига Србије    | 35  | 4  | 1  | 0 | 11 | 2 | — | — | 47  | 6  |  |  |
| Партизан          | Укупно   | Укупно              | 139 | 12 | 20 | 1 | 41 | 3 | — | — | 200 | 16 |  |  |
|                   |          |                     |     |    |    |   |    |   |   |   |     |    |  |  |
| Каријера          | Каријера | Каријера            | 247 | 19 | 24 | 1 | 41 | 3 | 2 | 0 | 313 | 23 |  |  |
|                   |          |                     |     |    |    |   |    |   |   |   |     |    |  |  |

### Репрезентативна
Ажурирано 31. јануара 2021.
| Србија | Србија  | Србија |
| Године | Наступа | Голова |
| ------ | ------- | ------ |
| 2016.  | 1       | 0      |
| 2021.  | 2       | 0      |
| Укупно | 3       | 0      |

## Трофеји
Партизан
- Куп Србије (2) : 2017/18, 2018/19.

Арис Лимасол
- Суперкуп Кипра (1) : 2023.[38]

Србија до 19
- Европско првенство до 19 година (1) :  2013.